# Kreis Törökszentmiklós
Der Kreis Törökszentmiklós (ungarisch Törökszentmiklósi járás) ist ein Binnenkreis im Zentrum des zentralungarischen Komitats Jász-Nagykun-Szolnok. Er grenzt im Westen beginnend im Uhrzeigersinn an folgende Kreise: Szolnok, Kunhegyes, Karcag und Mezőtúr.

## Geschichte
Der Kreis ging im Zuge der ungarischen Verwaltungsreform Anfang 2013 als Nachfolger des gleichnamigen Kleingebiets (ungarisch Törökszentmiklósi kistérség) hervor. Gleichzeitig wurde eine Gemeinde (Tiszabő) an den neu geschaffenen Kreis Kunhegyes im Norden abgegeben.

## Gemeindeübersicht
Der Kreis Törökszentmiklós hat eine durchschnittliche Gemeindegröße von 5.061 Einwohnern auf einer Fläche von 66,36 Quadratkilometern. Die Bevölkerungsdichte des Kreises liegt geringfügig über dem Komitatswert von 67,4 Einwohnern/km². Der Verwaltungssitz befindet sich in der größten Stadt, Törökszentmiklós, im Zentrum des Kreises gelegen.
| Gemeinde               | Status   | Herkunft Kleingebiet | Einwohnerzahl | Einwohnerzahl | Einwohnerzahl | Fläche (km²) | Bevölkerungs- dichte (Ew./km²) |
| Gemeinde               | Status   | Herkunft Kleingebiet | 01.10.2011    | 01.01.2013    | 01.01.2016    | 01.01.2016   | Bevölkerungs- dichte (Ew./km²) |
| ---------------------- | -------- | -------------------- | ------------- | ------------- | ------------- | ------------ | ------------------------------ |
| Fegyvernek             | Stadt    | Törökszentmiklós     | 6.507         | 6.558         | 6.324         | 71,48        | 88,5                           |
| Kengyel                | Gemeinde | Törökszentmiklós     | 3.659         | 3.613         | 3.525         | 79,14        | 44,5                           |
| Kuncsorba              | Gemeinde | Törökszentmiklós     | 622           | 627           | 623           | 33,63        | 18,5                           |
| Örményes               | Gemeinde | Törökszentmiklós     | 1.079         | 1.064         | 999           | 34,13        | 29,3                           |
| Tiszapüspöki           | Gemeinde | Törökszentmiklós     | 2.143         | 2.098         | 2.039         | 37,45        | 54,4                           |
| Tiszatenyő             | Gemeinde | Törökszentmiklós     | 1.658         | 1.684         | 1.596         | 23,55        | 67,8                           |
| Törökszentmiklós       | Stadt    | Törökszentmiklós     | 21.071        | 21.098        | 20.323        | 185,16       | 109,8                          |
| Kreis Törökszentmiklós |          |                      | 36.739        | 36.742        | 35.429        | 464,54       | 76,3                           |